# Döring Wilhelm von Krockow

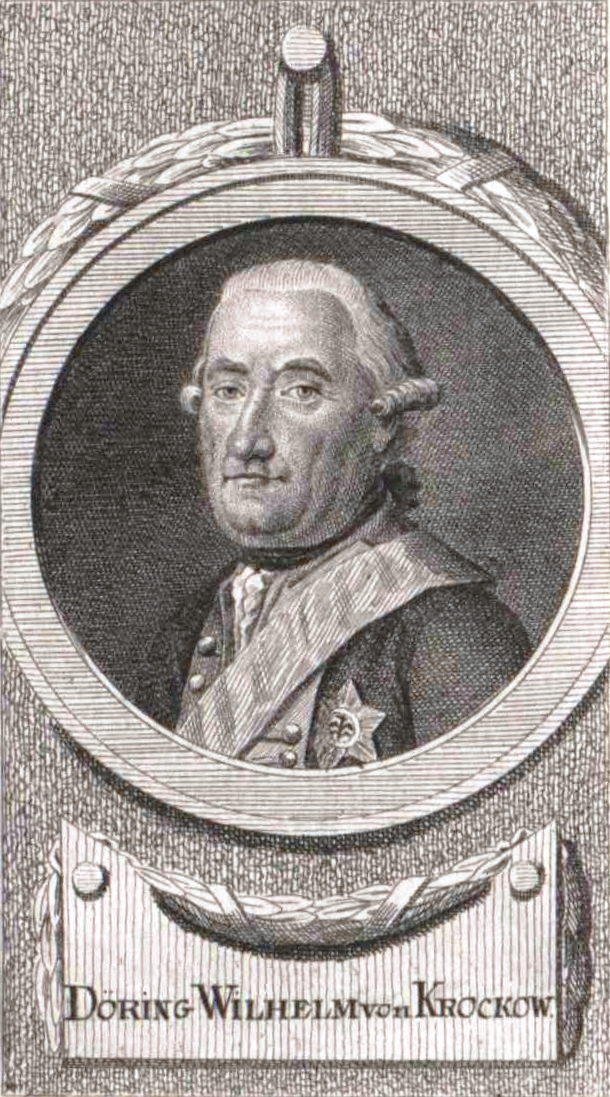
Döring Wilhelm von Krockow

Döring Wilhelm von Krockow, ab 1786 Graf von Krockow  (* 1719 in Polzin; † 1. Juni 1803 in Marienburg) war ein preußischer General der Infanterie.

## Leben

### Herkunft
Döring Wilhelm entstammte der Adelsfamilie Krockow und war der Sohn des Philipp Reinhold von Krockow und dessen Ehefrau Anna Marie, geborene von Borcke. Sein Vater war kaiserlicher Hauptmann im Dragonerregiment „Prinz von Württemberg“ und Herr auf Polzin. Der spätere preußische Generalleutnant Anton von Krockow (1714–1778) war sein älterer Bruder.

### Militärkarriere
Krockow wurde zunächst von Hauslehrern unterrichtet und kam 1735 auf das Gröningsche Kollegium in Stargard in Pommern. Doch gefiel ihm die Schule weniger als der Militärdienst, so dass er bereits 1736 in die Preußische Armee eintrat, wo er im Infanterieregiment „von Borcke“ als Gefreiterkorporal angestellt wurde.
Im Ersten Schlesischen Krieg nahm Krockow an der Schlacht bei Mollwitz sowie den Belagerungen von Brieg und Neiße teil. Zwischenzeitlich zum Sekondeleutnant befördert, kämpfte er 1744/45 im Zweiten Schlesischen Krieg bei Hohenfriedeberg und wurde in der Schlacht bei Kesselsdorf schwer verwundet. In den folgenden Jahren avancierte Krockow bis 28. August 1756 zum Kapitän und Kompaniechef. Als solcher kam er während des Siebenjährigen Krieges in den Schlachten bei Prag, Kolin und Zorndorf zum Einsatz. Für seine Leistungen in der Schlacht bei Torgau wurde Krockow zum Oberstleutnant befördert und König Friedrich II. verlieh ihm den Orden Pour le Mérite.
Im Mai 1764 wurde Krockow Oberst. Am 17. Juni 1767 ernannte ihn der König zum Chef des Infanterieregiments „von Zieten“. Außerdem wurde Krockow kurz darauf zum Generalmajor befördert. Sein Regiment gab er im Januar 1773 an Carl Magnus von Schwerin und erhielt dafür das Infanterieregiment „von Laxdehnen“ in Marienburg. Bei der Armee des Königs nahm Krockow 1778/79 am Bayerischen Erbfolgekrieg teil. Im Mai 1781 wurde er Generalleutnant und am 7. Juli 1782 zum Ritter des Schwarzen Adlerordens geschlagen. 1786 beging Krockow sein 50-jähriges Dienstjubiläum und wurde zusammen mit seinen Brüdern und Vettern in den preußischen Grafenstand erhoben. Aus gesundheitlichen Gründen bat er im Oktober um seine Verabschiedung. König Friedrich Wilhelm II. entsprach seinem Wunsch und Krockow dimittierte am 6. Februar 1789 als General der Infanterie mit einer jährlichen Pension von 2000 Talern.
Krockow verstarb unverheiratet.